# Глибоківська сільська рада (Росія)
Глибо́ківська сільська рада (рос. Глубоковский сельский совет) — сільське поселення у складі Зав'яловського району Алтайського краю Росії.
Адміністративний центр — село Глибоке.

## Історія
Селище Лобзоватий було ліквідовано 2010 року.

## Населення
Населення — 1638 осіб (2019; 1816 в 2010, 2072 у 2002).

## Склад
До складу сільської ради входять:
| Населений пункт          | Населення, осіб (2002) | Населення, осіб (2010) |
| ------------------------ | ---------------------- | ---------------------- |
| Глибоке, село            | 1747                   | 1562                   |
| Лобзоватий, селище       | 7                      | 0                      |
| Новокуликовський, селище | 166                    | 139                    |
| Соболі, селище           | 152                    | 115                    |